# 心にしまいましょう
「心にしまいましょう」（こころにしまいましょう）は、古内東子の12枚目のシングル。1998年7月29日にソニー・レコードから発売された。

## 収録曲
全作詞・作曲：古内東子　編曲：小松秀行
1. 心にしまいましょう
  - ソニーCPラボラトリーズ「SOIGNE」CMソング
2. 銀座 （acoustic version）
3. 心にしまいましょう （backtracks）